# Eyesburn
Ајзберн (енгл. Eyesburn) је српскa реге-хардкор група из Београда.

## Каријера

### Деведесете
Ајзберн је оформљен 1994. године, и првобитна постава је била: Којот — гитара и пратећи вокали, Лаза — бас, Алек — бубњеви и Ненад — вокал. Пошто је бенд потекао из Београда, са хард кор сцене, њихов први албум (МЦ) сниман је уживо у Београду, у клубу КСТ. После издавања касете, као и пре тога, Ајзберн је свирао по београдским клубовима, и обично по још једну или две свирке негде другде, у Србији. У том периоду други гитариста — Gillespie се придружио бенду, и почели су да раде на свом првом студијском албуму „Dog Life” (ЦД/МЦ). Нажалост, певач Ненад је напустио бенд после само једне недеље рада са бендом у студију, и Којот је преузео његово место као вокал. Пре него што је албум завршен Gillespie их је такође напустио, и бенд је сада наставио рад као трио. У исто време Којот је почео да свира тромбон, и бенд је због тога експериментисао са различитим правцима музике (реге, даб...) што је довело до оригиналне мешавине различитих стилова, и то све је произвело њихов оригинални звук који многи људи покушавају да копирају.
Све ово је довело до проширења бенда, и Нино се придружио бенду као други гитариста, што је додало боју звуку, и допунило онај, који су већ имали. Убрзо, Ајзберн је снимио (до тада) најпопуларнији и најслушанији албум „Fool Control” (ЦД/МЦ) што је показало да је бенд способан да расте, и да отвара врата за многе могућности у музичком бизнису. Постава бенда тада је била: Алек — бубњеви, Лаза — бас, Нино — гитара и Којот — гитара, вокал и тромбон. Као „доказ” да су постали популарни може послужити и то да су добили позивнице за предизборну турнеју „Време” и "Искористи га " (свој мозак), како би „срушили Милошевићеву политику”, што су, наравно, радо прихватили. Ова турнеја је групи омогућила промоцију, и свирају у градовима где никада до тад нису били. Снимили су и саундтрек за један од најпопуларнијих филмова: Муње!, тако се бенд представио широј публици. Од тада су одржали преко 200 концерата, углавном у Србији, Македонији, Босни и Словенији.

### Двехиљадите
Током 2001. и 2002. Ајзберн је учествовао на фестивалу EXIT у Новом Саду, где су учествовали са Тонијем Аленом, Asian Dub Foundation и Фундаменталом. Учествовали су и као предгрупа Lee Scratch Perry-ју (заједно са Ank Steady Spear-ом), на ЕХО фестивалу у Београду 2003. са бендовима као што су Дисциплина кичме. Њихова активност и енергија која се, изгледа, никада не губи резултовала је нови пројекат „Габау” (ЦД/МЦ) што је представило специфичан правац реге звука, а све ово је довело до још једног пројекта „Cool Fire” (ЦД/МЦ), који је посебан по томе што је рађен са Ank Steady Spear-ом (даб поета). Комуникација са Анком се одвијала углавном преко интернета, али упркос свему томе била је веома успешна. Анк је послао своје вокале преко интернета и музика је према томе била завршена. То је био први пут да је бенд користио дигиталну технологију да би направио звук. Ајзбрн је направио свој оригинални звук који је све више био присутан у клупској сцени. Ајзберн је издао још један, нови албум „Solid” за Б92 маја 2003, који је добро примљен код фанова, али и код критичара као њихов, до сада најбољи албум, што показује да је бенд усавршио свој специфични звук и поезију, враћајући се својим ХЦ/Метал коренима, али такође им додајући нове боје и текстуре.
Последњи албум је издат, поред Србије, и у Аустрији.
Бенд је имао успешну сарадњу са трајбал-метал бендом Солфлај. Ајзберн је често свирао са овим бендом као предгрупа.
У јулу 2021. Ајзберн наступа на "Balkanrock Sessions" где поред песама Shine, Divide, Starkblind, Fool Control и Bite the Soul, даје и интервју и открива занимљивости из своје музичке каријере.

## Чланови групе

### Садашњи
- Немања Којић Којот [а] — вокал, гитара, тромбон
- Александар Никић — гитара
- Владимир Лазић — бас-гитара
- Александар Петровић [б] — бубањ, удараљке

### Бивши
- Борис Усановић — бубањ
- Слободан Ђукић — бас-гитара
- Зоран Ђуроски [в] — гитара
- Душан Петровић [г] — саксофон, флаута
- Дејан Миљковић — бубањ
- Вукашин Марковић [д] — тромбон, вокал
- Далибор Вучић [ђ] — бас-гитара, кларинет
- Нинослав Филиповић [е] — гитара, вокал
- Дејан Утвар [ж] — удараљке
- Ненад Живић — вокал, даире
- Александар Радуловић — гитара

## Дискографија

### Студијски албуми
- (Метрополис рекордс, 1998)
- (Б92, 2000)
- (2002) — Албум представља сарадњу са Анком Стедијем.
- (Б92, 2003)
- (ПГП РТС, 2005)
- (2013)
- Troops of Light (Mascom Records, 2022)

### Албуми уживо
- (1995)

### издања
- Gabau! (Метрополис рекордс, 2001)

### Компилације групе
- XX Years: Coming to You Live & Direct from Creation (Ammonite Records, 2014)

### Учешћа на компилацијама
- (1995) — песма
- Корак напред, 2 корака назад (1999) — песма Шејн
- Муње! (музика из филма) (Б92, 2001) — песма
- Компилација: Метрополис вол. 1 (Метрополис рекордс, 2002) — песма
- Компилација: Метрополис 2002. (Метрополис рекордс, 2002) — песма
- Компилација: Метрополис вол. 2 (Метрополис рекордс, 2002) — песма
- Сигурно најбољи (Б92, 2006) — песма Шејн